# Redondilla
La redondilla es una estrofa castellana que se compone de cuatro versos, normalmente octosílabos. Lo que la diferencia del cuarteto es que los versos de la redondilla son de arte menor. La palabra "redondilla" tiene el significado de "letra circular" y viene del sufijo diminutivo -illa sobre la palabra "redonda" y esta del latín rotundus = "forma de rueda".
En general, la rima de la redondilla es abrazada y consonante, si bien en tiempos modernos también se ha empleado la rima asonante; es decir, en la forma abba, entre el primer verso y el cuarto, y entre el segundo y el tercero, lo que la diferencia de la cuarteta, también de arte menor, cuya rima es abab (el primer verso rima con el tercero), y la cantidad de sílabas de cada uno de sus versos es superior a ocho, generalmente endecasílabos.

### Autores que crearon este tipo de estrofa
Una de las autoras que volvió más popular el término fue Sor Juana cuyo poema más famoso se titula "Redondillas" ,  pero dicho poema comienza con el verso “Hombres necios que acusáis…” y, debido a este comienzo, suele también titularse “Hombres necios que acusáis a la mujer sin razón” o, simplemente, “Hombres necios”. Entre los ejemplos más conocidos de redondillas cabe mencionar, también, "La copa de las hadas", un poema sumamente conocido de Rubén Darío que dio la vuelta al mundo y que todavía es recitado en los ámbitos poéticos.

(8a) Sépase, pues ya no puedo
(8b) levantarme ni caer,
(8b) que al menos puedo tener
(8a) perdido a Fortuna el miedo.
(Conde de Villamediana, siglo XVII)

No obstante, como indica Domínguez Caparrós, conviene tener en cuenta que, 

No es raro encontrar los términos de redondilla y cuarteta empleados indistintamente para referirse a la estrofa de cuatro versos de arte menor, sea cual sea la disposición de sus rimas, y el de cuarteto para la de arte mayor.

### Historia de la redondilla
La redondilla surgió en las letras españolas del siglo XII, las jarchas. Cabe señalar que se cree que las primeras redondillas fueron escritas por los clérigos de la poesía religiosa de la Edad Media y se caracterizaron por ser obras escritas generalmente en latín que se recitaban en los actos religiosos. Se considera que fue su gran facilidad para ser pronunciada en espacios públicos lo que las volvió tan populares, incluso se creó un nuevo género que recibió el nombre de redondillas profanas